# STS-86
STS-86, voluit Space Transportation System-86, was een spaceshuttlemissie van de Atlantis naar het Russische ruimtestation Mir. Na deze missie werd de Atlantis drie jaar aan de grond gehouden voor onderhoud.

## Bemanning
| Bevelhebber        | James Wetherbee 4e ruimtevlucht    | James Wetherbee 4e ruimtevlucht    |                                    |                                 |
| Piloot             | Michael Bloomfield 1e ruimtevlucht | Michael Bloomfield 1e ruimtevlucht |                                    |                                 |
| Missiespecialist 1 | Vladimir Titov 5e ruimtevlucht     | Vladimir Titov 5e ruimtevlucht     |                                    |                                 |
| Missiespecialist 2 | Scott Parazynski 2e ruimtevlucht   | Scott Parazynski 2e ruimtevlucht   | Scott Parazynski 2e ruimtevlucht   |                                 |
| Missiespecialist 3 | Jean-Loup Chrétien 3e ruimtevlucht | Jean-Loup Chrétien 3e ruimtevlucht | Jean-Loup Chrétien 3e ruimtevlucht |                                 |
| Missiespecialist 4 | Wendy Lawrence 2e ruimtevlucht     | Wendy Lawrence 2e ruimtevlucht     | Wendy Lawrence 2e ruimtevlucht     |                                 |
| Missiespecialist 5 | David Wolf 2e ruimtevlucht         | / Michael Foale 4e ruimtevlucht    | / Michael Foale 4e ruimtevlucht    | / Michael Foale 4e ruimtevlucht |

## Media

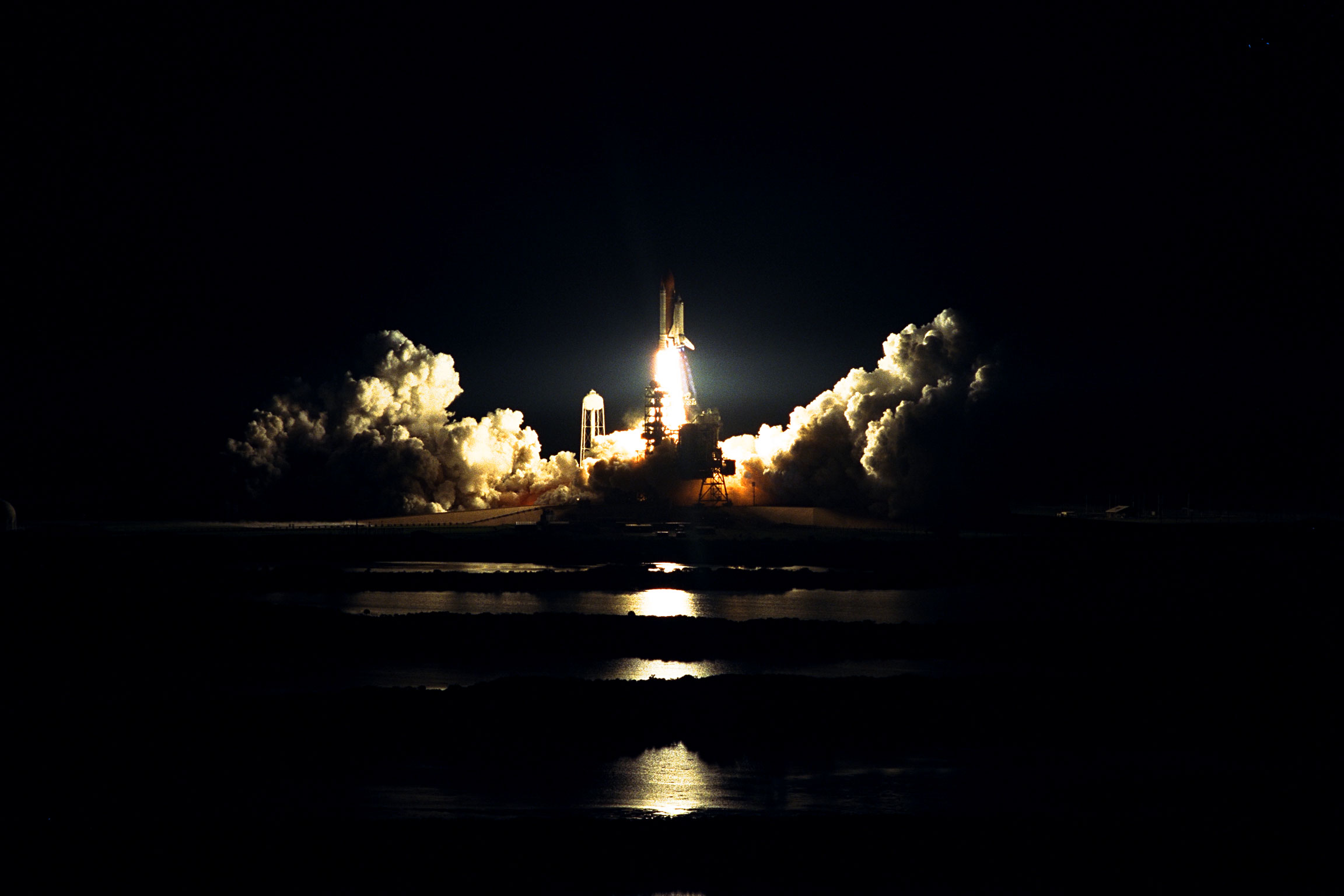
Lancering
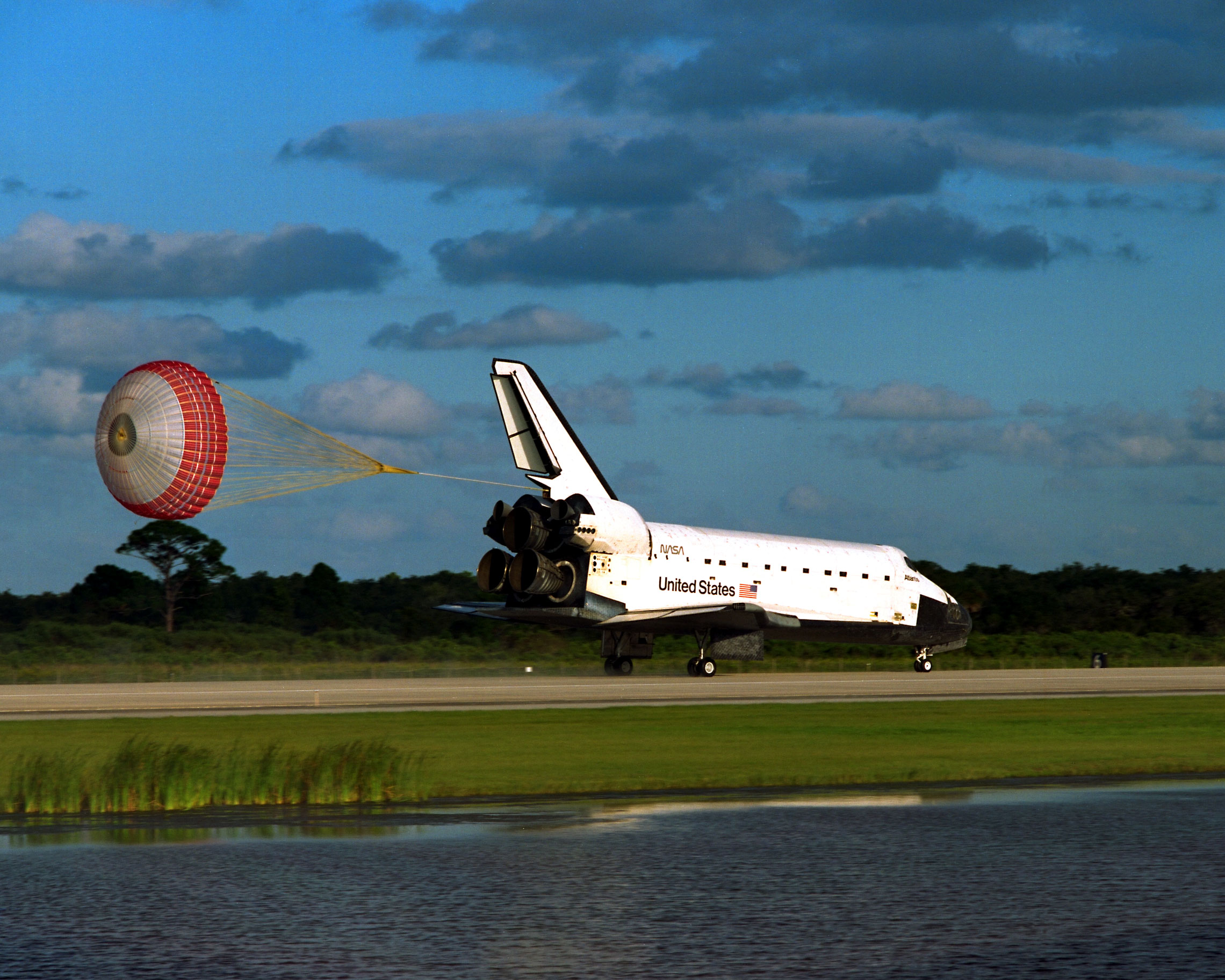
Landing

STS-51-J · STS-61-B · STS-27 · STS-30 · STS-34 · STS-36 · STS-38 · STS-37 · STS-43 · STS-44 · STS-45 · STS-46 · STS-66 · STS-71 · STS-74 · STS-76 · STS-79 · STS-81 · STS-84 · STS-86 · STS-101 · STS-106 · STS-98 · STS-104 · STS-110 · STS-112 · STS-115 · STS-117 · STS-122 · STS-125 · STS-129 · STS-132 · STS-135